# Andreas Walther II
Andreas Walther (* um 1530 in Breslau; † um 1583 Dresden) war ein deutscher Bildhauer und kurfürstlicher Büchsenmacher, der 1567 nach Dresden kam. Zur Abgrenzung gegenüber anderen tätigen Künstlern gleichen Namens wie Andreas Walther I (Bildhauer, 1506 bis 1568) oder Andreas Walther III (Bildhauer, 1550 bis 1592) wird er als Andreas Walther II oder Andreas Walther II. bezeichnet.

## Leben
Er entstammte einer schlesisch-sächsischen Künstlerfamilie. Andreas Walther II wurde als zweiter Sohn von Andreas Walther I in Breslau geboren. Er ist der jüngere Bruder von Christoph Walther II. In seiner Kindheit arbeitete er für seinen Vater bei der Ausführung bildhauerischer Werke mit. So erlernte er zum Bildhauerhandwerk das Schnitzen und wirkte an verschiedenen Objekten der Familie mit. Auch an den Aufträgen seines Bruders beteiligte er sich bildhauerisch. Später arbeitete er selbständig als Bildhauer in Breslau und ab 1567 in Dresden.
Von 1563 bis 1565 arbeitete er in Königsberg als Ingenieur und Festungsbaumeister für den Herzog Albrecht von Preußen. Danach, im Jahr 1567, war er wieder in Breslau. Die ausbrechende Pest zwang ihn, nach Dresden umzusiedeln. 
In der von seinem Vetter Hans Walther II in Dresden geleiteten Werkstatt in der Terrassenstraße 12 arbeitete er ebenfalls an den Aufträgen mit und schuf dann selbständige Arbeiten. Im Jahr 1574 nahm ihn die Dresdner Bildhauerinnung auf. Bei der Ratssitzung am 23. August 1577 erhielt er das Bürgerrecht der Stadt Dresden. Überwiegend arbeitete er für den schlesischen und sächsischen Adel. Er schuf Epitaphien, Grabmäler und Altäre aus Sandstein.
Seine Epitaphien sind erkennbar an den einfachen, etwas großköpfigen Stifter- und Heiligenfiguren. Dafür lag ihm seine Ausdrucksweise für die umrahmende Architektur und die Dekoration der Pilaster- und Zwickelfüllungen. Er starb um 1583 in Dresden und wurde im Waltherschen Familienschwibbogen auf dem Frauenkirchhof beigesetzt.

## Werke, Auswahl

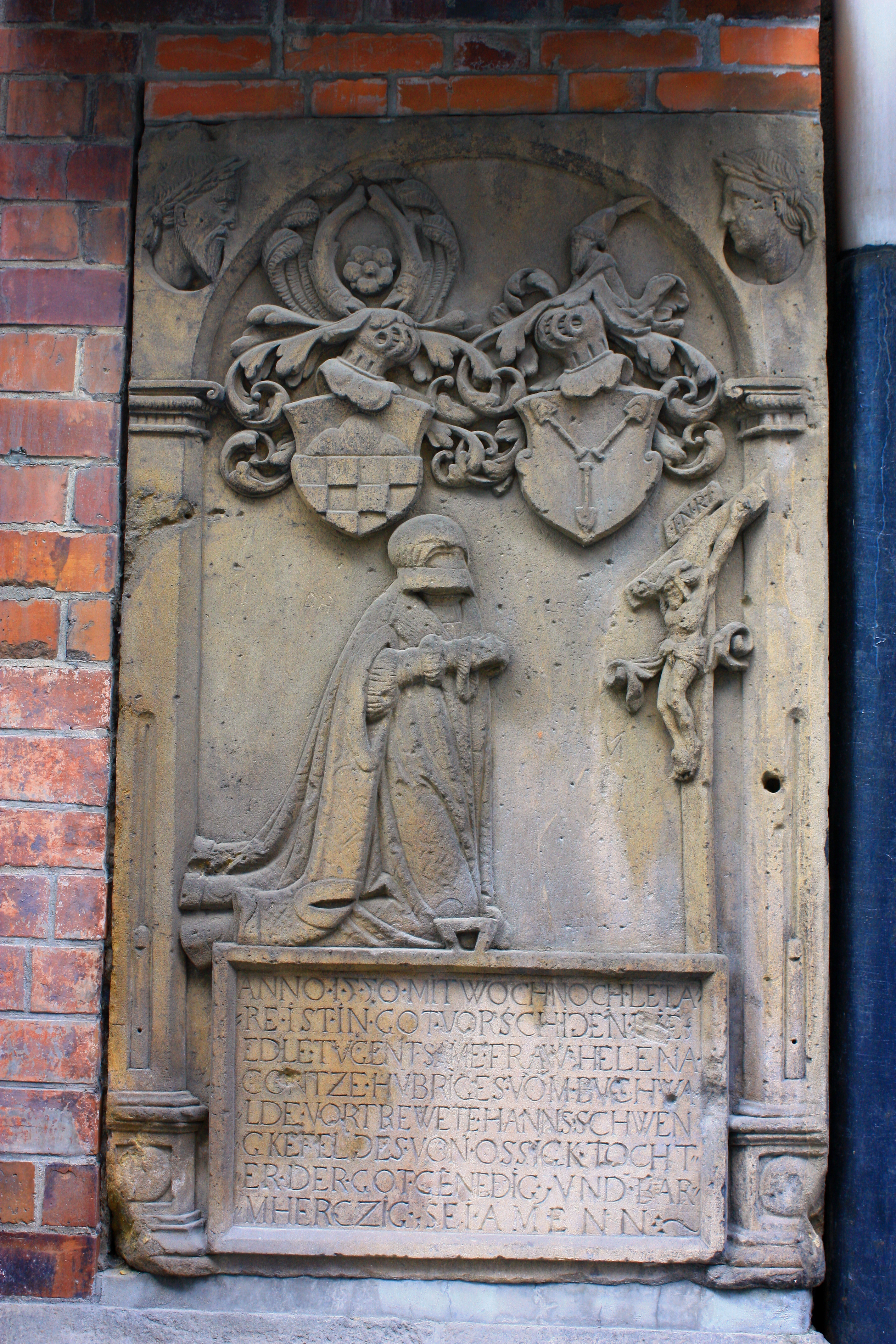
Epitaph für Helena Hubrig Magdalenenkirche Breslau

- 1550: Epitaph für Helena Hubrig aus Sandstein in der Magdalenenkirche Breslau.
- 1553: Epitaph für Barbara Korb aus Sandstein in der Magdalenenkirche Breslau.
- 1553: Epitaph für Familie Hornig aus Sandstein in der Elisabethkirche Breslau.
- 1554: Epitaphien für Jakob Eyler und seiner Frau aus Sandstein in der Magdalenenkirche Breslau.
- 1554: Epitaph für Anna Kundler aus Sandstein in der Magdalenenkirche Breslau.
- 1555: Epitaph für Hedwig Pfister aus Sandstein in der Magdalenenkirche Breslau.
- 1557: Epitaph für Notar Valerie Nitius und seine Frau aus Sandstein in der Magdalenenkirche Breslau.
- 1557: Epitaph für Kanzler Leonhard Prauser aus Sandstein in der Magdalenenkirche Breslau.
- 1557: Epitaph für Stenzel Monau und seine Frau aus Sandstein in der Elisabethkirche Breslau.
- 1568 bis 1575: Epitaph für Abraham Alnpeck dessen drei Söhne aus Sandstein, Kirche in Tanneberg bei Wilsdruff.
- 1576: Epitaph aus Sandstein in der Kirche in Mühlberg.
- 1577: Epitaph für den kurfürstlichen Hofjägermeister aus Sandstein, Friedhof Dresden-Neustadt.
- 1579: Epitaph für Anna von Whese aus Sandstein, Stadtkirche Stolpen, zusammen mit Christoph Walther II.